# 千福寺 (阿南市)
千福寺（せんぷくじ）は、徳島県阿南市にある高野山真言宗の寺院。津乃峰山（つのみねさん）千福寺（せんぷくじ）と号する。本尊は薬師如来（秘仏）、脇佛に不動明王座像（向かって左）、弘法大師（空海）座像（向かって右）。
本尊真言：おん ころころ せんだり まとうぎ そわか
仏教寺院としては珍しく、本堂祭壇に鳥居が祭られている。これは地域住民の阿波三峰のひとつに数えられる津乃峰山神社との関わりが強く、寺院名も津乃峰山 千福寺。
本堂左奥の観音堂には、聖観世音菩薩、弘法大師、地蔵菩薩を安置している。また、観音堂の前には七福神舟と曼荼羅石が置かれている。
千福寺の蔵には、1788年（天明8年）に住吉屋治兵衛作の鋳銅製の顎口や、江戸時代の松村（藤原）吉次作の銅製古鏡などが奉納されている。

## 歴史

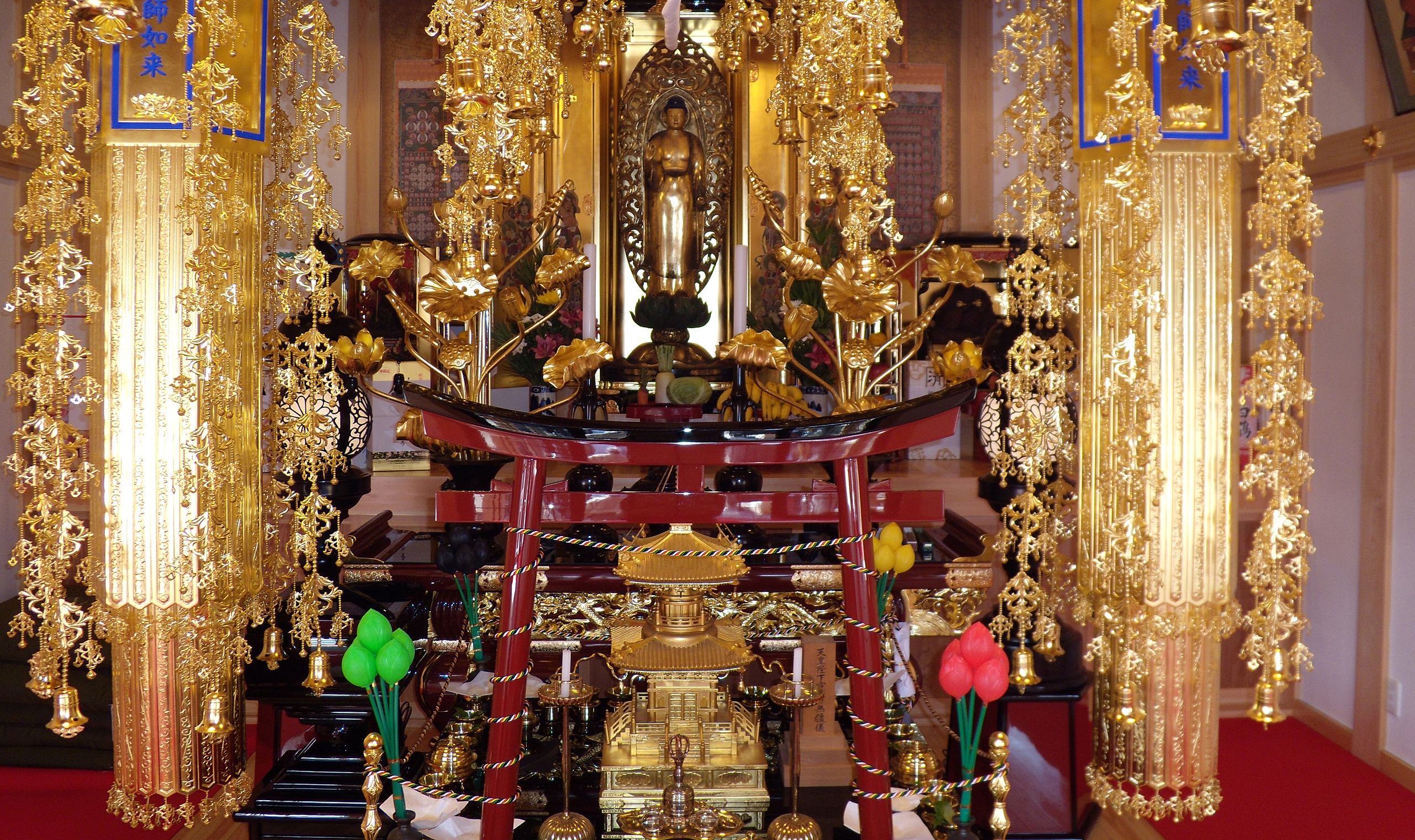
本尊：薬師如来立像 （普段は秘仏）（江戸時代）と祭壇の鳥居

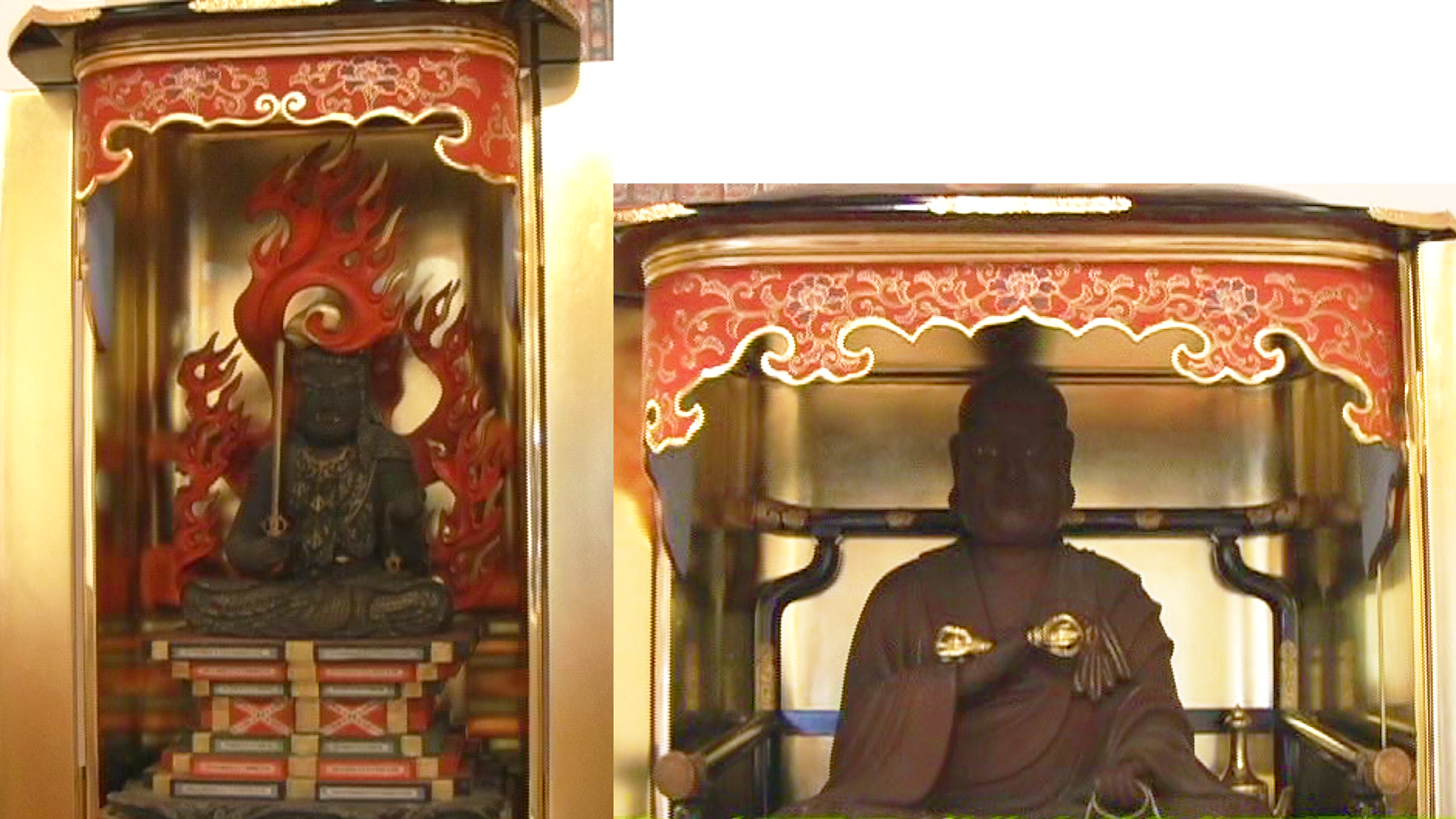
脇佛の不動明王と空海（普段は厨子の扉は閉められている）

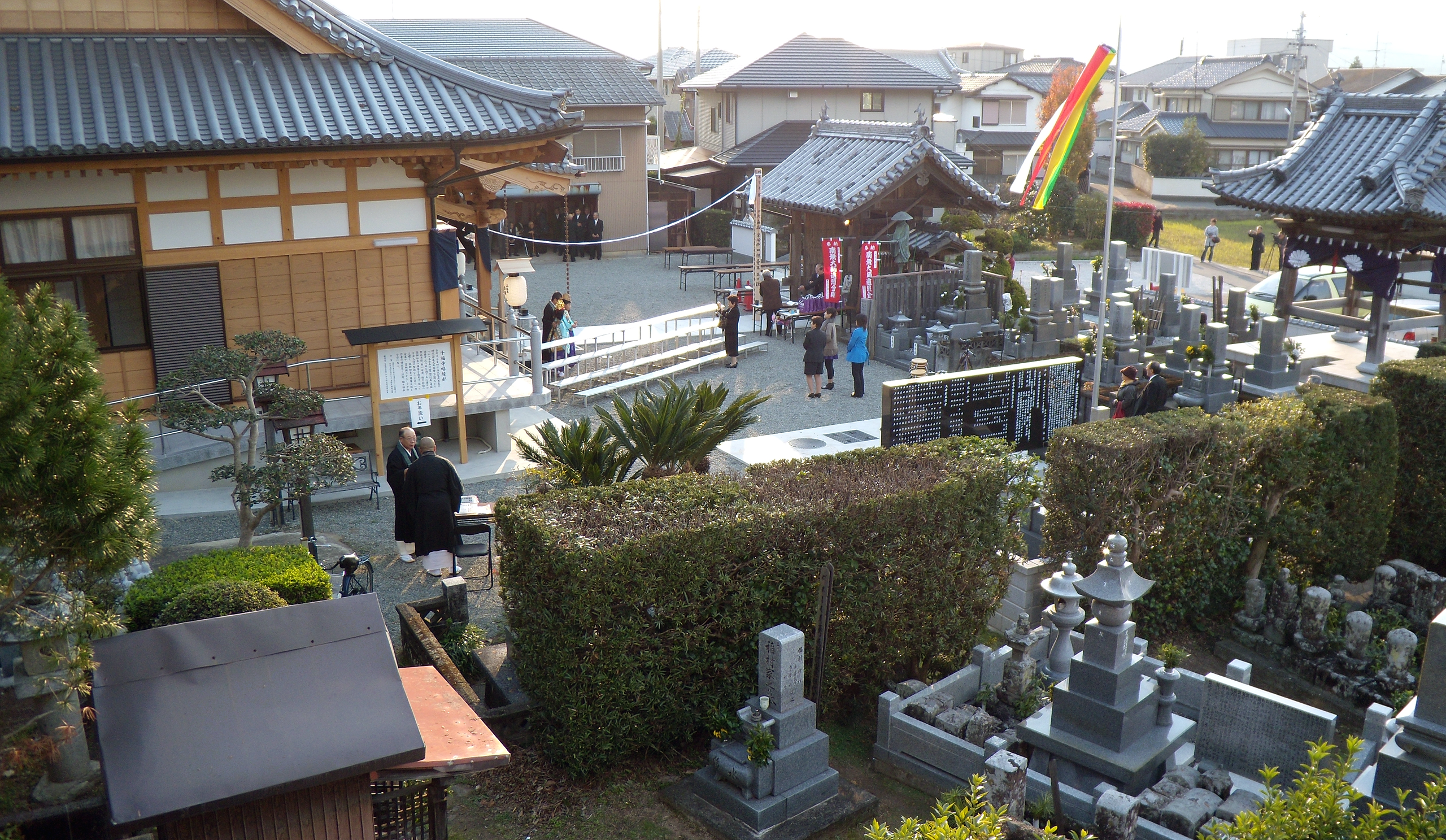
2009年11月21日落慶法要（千福寺境内）

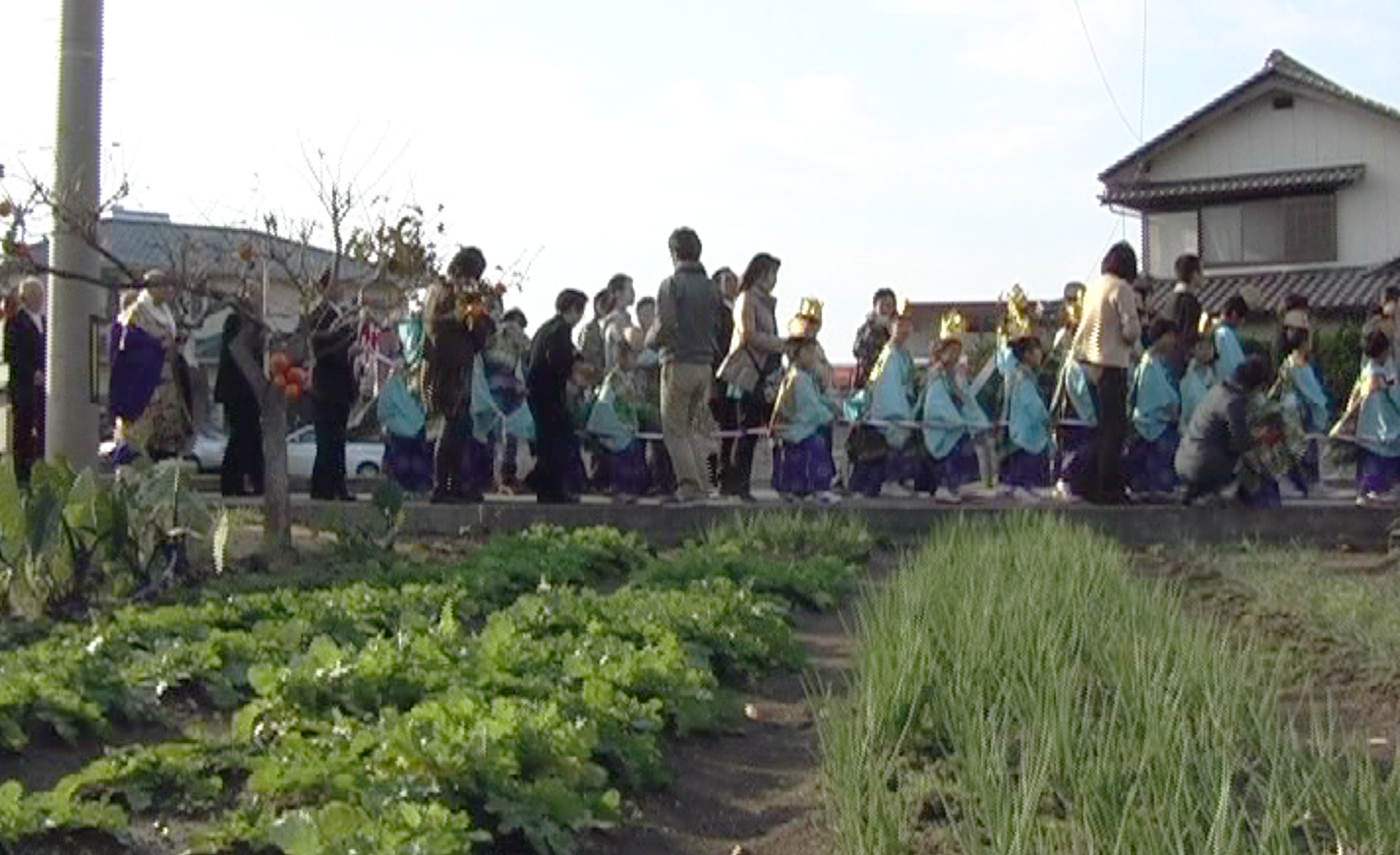
落慶法要の稚児行列

寺記には、「聖武天皇時代、神亀元年（724年）行基が諸国遍歴中、この地を過ぐるに諸人の病気平癒、心身安楽、除災招福の薬師如来の尊像を感見す。依って令法久住の聖地なりと自ら一刀三禮し、薬師如来の尊像を刻し安置す。霊験あらたかにして十万信徒の帰依厚く法灯、嫡々相承今日に及ぶ。」と記されている。
文政元年（1818年）に旧本堂・庫裡が改築されるが、その間に幾多の修復が加えられた。
2009年11月21日に、約200年ぶりに現在の本堂・庫裡に改築され、庄野光昭僧正（高野山真言宗宗務総長、高野山金剛峯寺執行長、立江寺貫主）を御導師に、落慶法要が営まれた。

## 境内
- 山門
- 本堂
- 観音堂
- 鐘楼堂
- 庫裡
- 弘法大師像

- 宿坊：なし
- 駐車場：5台

## 交通案内
鉄道
- 四国旅客鉄道（JR四国） 牟岐線 - 見能林駅下車 (0.4km)

## 周辺
- 北の脇海水浴場
- 阿南工業高等専門学校
- 津乃峰山スカイライン